# Finne, Sachsen-Anhalt
Finne är en kommun i Burgenlandkreis i förbundslandet Sachsen-Anhalt i Tyskland.
Kommunen bildades den 1 juli 2009 genom en sammanslagning av de tidigare kommunerna Billroda och Lossa.
Kommunen ingår i förvaltningsgemenskapen An der Finne tillsammans med kommunerna An der Poststraße, Bad Bibra, Eckartsberga, Finneland, Kaiserpfalz och Lanitz-Hassel-Tal.